# 庫馬里 (弗拉季伊夫卡區)
47°54′39″N 30°39′12″E / 47.91083°N 30.65333°E
庫馬里（烏克蘭語：Кумарі）是位於烏克蘭南部尼古拉耶夫州裏五一城區的村莊，始建於1718年，面積5.09平方公里，海拔高度74米，2001年人口588，人口密度每平方公里115.5人。